# 姜錫柱
姜 錫柱（カン・ソクジュ、カン・ソクチュ、강석주、 1939年8月29日 - 2016年5月20日）は、朝鮮民主主義人民共和国の外交官、政治家。朝鮮労働党中央委員会政治局員、党中央委員会書記局書記（国際担当）、党国際部長。

## 経歴
平安南道平原郡で生まれる。平壌国際関係大学仏語科卒業。 
- 1980年、朝鮮労働党の党国際部課長に就任。
- 1981年4月、ユネスコ代表部3等書記官に就任。
- 1984年3月、外交部副部長（副外相）に就任。
- 1986年4月、国家ユネスコ民族委員長に就任。
- 1986年6月、外交部第一副部長（第一副外相）に就任。
- 1986年11月より最高人民会議代議員に就任。
- 1990年5月、最高人民会議外交委副委員長に就任。
- 1991年12月、党中央委員に就任。
- 1993年6月、朝米高位級会談代表を務める。
- 1994年7月、金日成国家葬儀委員として金日成の葬儀に参列。
- 1995年1月、第一副外相に就任。
- 1998年9月、第一副外相に就任。
- 2002年9月と2004年5月の日本の小泉純一郎首相と金正日国防委員長との日朝首脳会談に同席した。以降、中朝首脳会談には必ず同席するとされている。
- 2010年9月、最高人民会議常任委員会の政令により副首相に就任。
- 2010年9月、朝鮮労働党代表者会で党中央委員会政治局員に選出。
- 2014年4月、第13期最高人民会議第1回会議で副首相職を解任。党中央委員会書記局書記（国際担当）、党国際部長に就任。
- 2015年、韓国メディアにより、姜は肝臓がんを患っており、金養建（党統一戦線部長）が外交政策全般を統括していたと報道された[2]。
- 2016年5月20日、食道癌により死去。死去後には、外務省内で権力闘争が生じ、姜錫柱系の勢力は後退することとなった[3]。